# (3932) Edshay
(3932) Edshay est un astéroïde de la ceinture principale.

## Description
(3932) Edshay est un astéroïde de la ceinture principale. Il fut découvert le 27 septembre 1984 à l'Observatoire Palomar par Michael C. Nolan et Carolyn S. Shoemaker. Il présente une orbite caractérisée par un demi-grand axe de 2,57 UA, une excentricité de 0,16 et une inclinaison de 14,6° par rapport à l'écliptique.

## Compléments